# Nesbitts olikhet
Inom matematiken är Nesbitts olikhet en olikhet som är ett specialfall av Shapiros olikhet. Olikheten säger att för positiva reella tal a, b och c gäller
{\displaystyle {\frac {a}{b+c}}+{\frac {b}{a+c}}+{\frac {c}{a+b}}\geq {\frac {3}{2}}.}

## Bevis

### Första bevis
Först skriver vi Nesbitts olikhet
{\displaystyle {\frac {a}{b+c}}+{\frac {b}{a+c}}+{\frac {c}{a+b}}\geq {\frac {3}{2}}}
i formen
{\displaystyle {\frac {a+b+c}{b+c}}+{\frac {a+b+c}{a+c}}+{\frac {a+b+c}{a+b}}-3\geq {\frac {3}{2}}}
som kan vidare skrivas som
{\displaystyle ((a+b)+(a+c)+(b+c))\left({\frac {1}{a+b}}+{\frac {1}{a+c}}+{\frac {1}{b+c}}\right)\geq 9.}
Genom att dela med tre och faktorn till höger får vi 
{\displaystyle {\frac {(a+b)+(a+c)+(b+c)}{3}}\geq {\frac {3}{{\frac {1}{a+b}}+{\frac {1}{a+c}}+{\frac {1}{b+c}}}}.}
Vänstra sidan är det aritmetiska medelvärdet och högra sidan är det harmoniska medelvärdet, så olikheten är sann.

### Andra bevis
Följande identitet gäller för alla {\displaystyle a,b,c:}
{\displaystyle {\frac {a}{b+c}}+{\frac {b}{a+c}}+{\frac {c}{a+b}}={\frac {3}{2}}+{\frac {1}{2}}\left({\frac {(a-b)^{2}}{(a+c)(b+c)}}+{\frac {(a-c)^{2}}{(a+b)(b+c)}}+{\frac {(b-c)^{2}}{(a+b)(a+c)}}\right).}
Detta bevisar att vänstra membrum inte är mindre än {\displaystyle {\frac {3}{2}}} för positiva a,b och c.
Notera: varje rationell olikhet kan lösas genom att transformera den till en lämplig identitet; se vidare Hilberts sjuttonde problem.

### Tredje bevis
Vi transformerar Nesbitts olikhet till en ekvivalent olikhet som är ett specialfall av en välkänd olikhet. Vi börjar med Nesbitts olikhet
{\displaystyle {\frac {a}{b+c}}+{\frac {b}{a+c}}+{\frac {c}{a+b}}\geq {\frac {3}{2}}}
och adderar {\displaystyle 3} till båda membrum:
{\displaystyle {\frac {a+b+c}{b+c}}+{\frac {a+b+c}{a+c}}+{\frac {a+b+c}{a+b}}\geq {\frac {3}{2}}+3.}
Detta kan transformeras till
{\displaystyle (a+b+c)\left({\frac {1}{b+c}}+{\frac {1}{a+c}}+{\frac {1}{a+b}}\right)\geq {\frac {9}{2}}.}
Multiplikation med {\displaystyle 2} ger att
{\displaystyle ((b+c)+(a+c)+(a+b))\left({\frac {1}{b+c}}+{\frac {1}{a+c}}+{\frac {1}{a+b}}\right)\geq 9}
vilket stämmer enligt Cauchy–Schwarz olikhet.

### Fjärde bevis
Vi börjar med Nesbitts olikhet
{\displaystyle {\frac {a}{b+c}}+{\frac {b}{a+c}}+{\frac {c}{a+b}}\geq {\frac {3}{2}}}
och sätter a+b=x, b+c=y, c+a=z vilket ger
{\displaystyle {\frac {x+z-y}{2y}}+{\frac {y+z-x}{2x}}+{\frac {x+y-z}{2z}}\geq {\frac {3}{2}}}
som kan transformeras till
{\displaystyle {\frac {x+z}{y}}+{\frac {y+z}{x}}+{\frac {x+y}{z}}\geq {\frac {6}{1}}}
som är sann enligt olikheten av aritmetiska och geometriska medeltalen.

### Femte bevis
För att bevisa att
{\displaystyle {\frac {a}{b+c}}+{\frac {b}{a+c}}+{\frac {c}{a+b}}\geq {\frac {3}{2}}}
multiplicerar vi det första bråket med {\displaystyle {\frac {a}{a}}}, det andra med {\displaystyle {\frac {b}{b}}} och det tredje med {\displaystyle {\frac {c}{c}}} vilket ger
{\displaystyle {\frac {a^{2}}{ab+ac}}+{\frac {b^{2}}{ab+bc}}+{\frac {c^{2}}{ac+bc}}\geq {\frac {3}{2}}}
Genom att använda Titus lemma får vi
{\displaystyle {\frac {a^{2}}{ab+ac}}+{\frac {b^{2}}{ab+bc}}+{\frac {c^{2}}{ac+bc}}\geq {\frac {(a+b+c)^{2}}{2(ab+bc+ca)}}\geq {\frac {3}{2}}.}
Det räcker alltså att bevisa att
{\displaystyle (a+b+c)^{2}\geq 3(ab+bc+ca).}
Detta kan skrivas som
{\displaystyle a^{2}+b^{2}+c^{2}-ab-bc-ca\geq 0}
vilket igen kan skrivas som 
{\displaystyle {\frac {1}{2}}((a-b)^{2}+(b-c)^{2}+(c-a)^{2})\geq 0}
vilket stämmer.